# فرد اچر
فرد اچر (انگلیسی: Fred Etcher; ۲۳ اوت ۱۹۳۲ – ۲۵ نوامبر ۲۰۱۱) بازیکن هاکی روی یخ اهل کانادا بود.